# Municipio de Cañada Morelos
El municipio de Cañada Morelos es uno de los 217 municipios en que se encuentra dividido el estado mexicano de Puebla, se localiza en la parte centro oriental del estado de Puebla. Su cabecera municipal es el pueblo de Morelos Cañada.

## Geografía
Cañada Morelos se encuentra localizado en el centro-oriente del estado de Puebla y en sus límites con el estado de Veracruz de Ignacio de la Llave; tiene una extensión territorial de 245 361 kilómetros cuadrados, que representan el 0.71 % de la extensión total del estado.
Sus coordenadas geográficas extremas son 18°38′ - 18°49′ de latitud norte y 97°19′ - 97°32′ de longitud oeste, la altitud del municipio fluctúa entre 2060 y 2900 metros sobre el nivel del mar.
Colinda al noreste con el municipio de Esperanza, al norte y noroeste con el municipio de Palmar de Bravo, al oeste con el municipio de Tlacotepec de Benito Juárez, al suroeste con el municipio de Tepanco de López y al sur y sureste con el municipio de Chapulco. Al este limita con el estado de Veracruz, en particular con el municipio de Aquila y con el municipio de Acultzingo.

## Demografía
De acuerdo a los resultados del Censo de Población y Vivienda de 2010 realizado por el Instituto Nacional de Estadística y Geografía, la población total de Cañada Morelos asciende a 18 954 personas; de las que 9 1329 822 son hombres y 21 973 son mujeres.

### Localidades
El municipio incluye en su territorio un total de 35 localidades. Las principales, considerando su población del censo de 2010 son:
| Localidad             | Población |
| Total Municipio       | 18 954    |
| Morelos Cañada        | 4 121     |
| San José Ixtapa       | 3 779     |
| San Antonio Soledad   | 1 990     |
| Los García            | 1 890     |
| Barrio la Soledad     | 845       |
| Tezuapan (San Isidro) | 789       |
| Buena Vista           | 755       |

## Política

### Representación legislativa
Para la elección de diputados locales al Congreso de Puebla y de diputados federales a la Cámara de Diputados federal, el municipio de Cañada Morelos se encuentra integrado en los siguientes distritos electorales:
Local:
- Distrito electoral local de 25 de Puebla con cabecera en Tehuacán.[4]

Federal:
- Distrito electoral federal 4 de Puebla con cabecera en la Ciudad de Ajalpan.[5]